# LFO (groupe)
Pour les articles homonymes, voir LFO.
LFO est un groupe de musique électronique anglais fondé par Mark Bell et Gez Varley en 1988.

## Historique
LFO est formé par Gez Varley et Mark Bell à la fin des années 1980, après leur rencontre alors qu'ils étudiaient à Leeds. En 1990, ils composent leur premier morceau éponyme et le confient au DJ Nightmares on Wax. La popularité de ce titre dans les clubs le conduit à être publiée par le label Warp Records. Le single se vend à 130 000 exemplaires. LFO est l'un des premiers morceaux de musique électronique à utiliser de façon extensive des basses puissantes et des sons similaires comme ligne musicale principale. Il a une grande influence sur les genres techno et electro. Le single suivant, We are back, sort en 1991. Ces deux morceaux figurent sur l'album Frequencies, réalisé à l'âge de 19 ans, et signé avec le label Warp Records. Il est aujourd'hui considéré comme l'un des meilleurs albums d'acid house. Fact, webmagazine britannique, le classe parmi les cent meilleurs albums des années 1990, exactement à la 47e position.
Le duo signe par la suite avec le label Tommy Boy aux États-Unis. Il remixe Planet Rock d'Afrika Bambaataa ainsi que Love To Hate You (LFO Modulated Filter mix) d'Erasure en 1991. Il travaille avec Björk, Depeche Mode, Radiohead, Andrew Weatherall et  remixe des DJ français comme Laurent Garnier ou Mr Oizo. Gez Varley quitte le groupe en 1997 pour former Feedback avec Simon Hartley. De son côté, Mark Bell aide à la production de Homogenic de Björk et Exciter de Depeche Mode.
En 2009, le morceau Freak sert de musique d'entrée au film Enter the Void de Gaspar Noé. Il est également présent sur la BO du film Hard Candy.  
Mark Bell meurt le lundi 13 octobre 2014 à la suite d'une complication après une opération chirurgicale.

## Discographie

### Albums
- 1991 : Frequencies (Warp Records)
- 1996 : Advance (en) (Warp Records)
- 2003 : Sheath (en) (Warp Records)[2]

### EP
- 1991 : What Is House EP (Warp Records)

### Singles
- 1990 : LFO (Warp Records)
- 1991 : We Are Back (Warp Records)
- 1994 : Tied Up (Warp Records)
- 2003 : Freak (Warp Records)